# Wiazowszczyzna (rejon postawski)
Wiazowszczyzna (biał. Вязаўшчына; ros. Вязовщина) – wieś na Białorusi, w obwodzie witebskim, w rejonie postawskim, w sielsowiecie Komaje.

## Historia
W czasach zaborów zaścianek w gminie Komaje, w powiecie święciańskim Imperium Rosyjskiego. W 1866 roku miał 18 mieszkańców w 3 domach, należał do dóbr Karolinowo, własność Sulistrowskich. W 1905 roku wymieniono dwa zaścianki. Zaścianek Bujki liczył 25 mieszkańców, 22 dziesięciny; drugi zaścianek liczył 37 mieszkańców, 54 dziesięciny.
W dwudziestoleciu międzywojennym zaścianek leżał w Polsce, w województwie wileńskim, w powiecie święciańskim, w gminie Komaje.
W 1931 w 7 domach zamieszkiwało 18 osób.
W wyniku napaści ZSRR na Polskę we wrześniu 1939 miejscowość znalazła się pod okupacją sowiecką. 2 listopada została włączona do Białoruskiej SRR. Od czerwca 1941 roku pod okupacją niemiecką. W 1944 miejscowość została ponownie zajęta przez wojska sowieckie i włączona do Białoruskiej SRR.